# Nattljussläktet
Nattljussläktet (Oenothera) är ett släkte växter i familjen dunörtsväxter med cirka 120 arter från tempererade och subtropiska delar av Nord- och Sydamerika. I Sverige förekommer några arter naturaliserade, dessa och andra odlas ibland som trädgårdsväxter.
Släktet utgörs av 1- eller 2-åriga örter med strödda blad på dunhåriga stjälkar. De gula fyrtaliga väldoftande blommorna sitter i bladfästena och slår ut på kvällen. De har 2-4 centimeter lång pip och de åtta ståndarna är ordnade i två kransar. Pistillen har 4-flikigt märke. Frukterna är 4-rummiga med trind kapsel med små, kala frön. Bägarbladen är nedåtvikta under blomningen.